# Marinha Imperial Alemã
A Marinha Imperial (em alemão: Kaiserliche Marine) foi a marinha do Império Alemão, que existiu entre 1871 e 1919. Surgiu da pequena Marinha Prussiana (a partir de 1867 a Marinha Federal da Alemanha do Norte), que era principalmente para defesa costeira. O Kaiser Guilherme II expandiu muito a marinha. O principal líder foi o almirante Alfred von Tirpitz, que expandiu muito o tamanho e a qualidade da marinha, ao adotar as teorias do poder marítimo do estrategista americano Alfred Thayer Mahan. O resultado foi uma corrida armamentista naval com a Grã-Bretanha, já que a marinha alemã cresceu para se tornar uma das maiores forças marítimas do mundo, perdendo apenas para a Marinha Real.
A marinha de superfície alemã mostrou-se ineficaz durante a Primeira Guerra Mundial; seu único grande combate, a Batalha da Jutlândia, foi um empate, mas manteve a frota de superfície em grande parte no porto para o resto da guerra.  A frota de submarinos foi grandemente expandida e ameaçou o sistema de abastecimento britânico durante a campanha dos submarinos. Como parte do Armistício, os principais navios da Marinha Imperial foram ordenados a serem entregues aos Aliados, mas em vez disso foram afundados por suas próprias tripulações. Todos os navios da Marinha Imperial ostentavam o título SMS, para Seiner Majestät Schiff (Navio de Sua Majestade).